# Somogytúr
Somogytúr ist eine ungarische Gemeinde im Kreis Fonyód im Komitat Somogy. Neben dem Hauptort Somogytúr gehören auch Berencsepuszta, Csúcshegy, Gesztenyés und Öreghegy zur Gemeinde.
Es gibt eine reformierte und eine römisch-katholische Kirche.
Hauptwirtschaftszweig ist der Tourismus.

## Geschichte
Urkundlich wird die Túri puszta erstmals 1082 erwähnt, wobei Tuuri puszta als Anwesen des Domkapitels von Veszprém angegeben wird.
Es wurde in den 1200ern als Templerstätte erwähnt. Laut einem Schenkungsbrief aus dem Jahr 1280 war es reich an Weinbergen und Fischteichen. Ende des 15. Jahrhunderts war es als Anwesen mehrerer Adelsfamilien eine Marktstadt, die ein Marktrecht erhielt. 
Somogytúr erlebte eine erste Blütezeit vor der türkischen Besatzung und eine zweite nach der Neubesiedlung im 18. Jahrhundert.
In der türkischen Besatzungszeit beanspruchten auch der Hauptmann der Burg in Fonyód, die türkischen Wachen von Balatonendréd, Koppány und Balatonsemesz dieses Recht. Nach dem Fall der Burg Fonyód ging der Ort im Jahr 1575 vollständig in den Besitz der Türken über.
Die Siedlung wurde 1580 zur Wüstung, nur sieben Behausungen wurden gezählt. Das alte Dorf stand auf einem Hügel, das neue wurde nach 1710 näher an der Straße gebaut. 1721 wurde hier das mit lehmverputzten Flechtwerkwänden ausgestattete reformierte Bethaus errichtet. Dieses wurde vom Besitzer des Sees, Gáspár Lengyel, abgerissen und an seiner Stelle wurde eine katholische Kirche mit Glockenturm errichtet, die Johannes dem Täufer geweiht ist. 
Zu Somogytúr gehörten einst auch Nagy- und Kisbabod, Tard und Berencsepuszta. 1939 wurde aus den Ortsteilen Babodpuszta, Szilváspuszta und Vörösihegy die neue Gemeinde Somogybabod gebildet. Bis zur Verwaltungsreform 2013 gehörte Somogytúr zum Kleingebiet Fonyód.